# Malcolm Clive Spence
Ne doit pas être confondu avec Malcolm Spence ou Melville Spence.
Malcolm Clive Spence  (né le 4 septembre 1937 à Johannesburg et mort le 30 décembre 2010) est un athlète sud-africain spécialiste du 400 mètres. Il mesurait 1,87 m pour 76 kg.

## Carrière

### Palmarès
| Date | Compétition                                     | Lieu      | Résultat | Épreuve    | Performance   |
| ---- | ----------------------------------------------- | --------- | -------- | ---------- | ------------- |
| 1956 | Jeux olympiques d'été                           | Melbourne | 6e       | 400 mètres | 48 s 3        |
| 1958 | Jeux de l'Empire britannique et du Commonwealth | Cardiff   | 2e       | 440 yards  | 46 s 9        |
| 1958 | Jeux de l'Empire britannique et du Commonwealth | Cardiff   | 1er      | 4 × 440 y  | 3 min 08 s 21 |
| 1960 | Jeux olympiques d'été                           | Rome      | 4e       | 400 mètres | 45 s 5        |
| 1960 | Jeux olympiques d'été                           | Rome      | 3e       | 4 × 400 m  | 3 min 05 s 0  |

### Records
| Épreuve    | Performance | Lieu | Date |
| ---------- | ----------- | ---- | ---- |
| 400 mètres | 45 s 60     | Rome | 1960 |